# Naoki Matsushita
Naoki Matsushita (松下 直樹 Matsushita Naoki?,  nacido el 6 de junio de 1978 en Fukushima) es un exfutbolista japonés. Jugaba de centrocampista y su último club fue el JEF United Ichihara de Japón.

## Trayectoria

### Clubes
| Club                | País  | Año         |
| ------------------- | ----- | ----------- |
| JEF United Ichihara | Japón | 1997 - 1998 |